# 존 볼 (청교도)
존 볼 (John Ball; 1585년 - 1640년 10월 20일 ) 영국의 청교도로, 은혜 언약에 관한 글로 명성을 날린 인물이다. 그의 저서인 [은혜 언약에 관한 눈문(1645년 출판)]은 청교도 중에 가장 언약 신학을 가장 잘 표현한 것으로 읽혀졌다.
벤저민 워필드는 웨스트민스터 신앙고백의 제1장인 성경에서 주로 인용된 학자들 중에 존 볼을 가장 먼저 꼽았다.

## 신학
그리스도의 만족(속죄)의 범위에 대해 그는 항론파와 개혁파의 두 가지로 분류하였다. 항론파는 그리스도가 모든 사람을 위해 죽었고, 모든 사람을 구원하기 위해 죽었다고 주장하였고, 개혁파는 그리스도의 죽음의 충분성고 유효성을 구분하였다.(A Treatise of the Covenant of Grace)

## 저서
- A Treatise Of the Covenant of Grace : 추천글: 앤토니 버제스와 에드먼드 칼라미 (1600년)